# Jean-Pierre Drucker
Jean-Pierre "Jempy" Drucker (Sandweiler, 3 de setembre del 1986) és un ciclista luxemburguès professional des del 2011 i actualment a l'equip BMC Racing. Combina la carretera amb el ciclocròs on ha obtingut els majors èxits.
En carretera destaca la victòria d'etapa a la Volta a Espanya de 2016 amb final a Peníscola.

## Palmarès en ciclocròs
- 2004-2005
  -  Campió de Luxemburg sub-23 en ciclocròs
- 2005-2006
  -  Campió de Luxemburg en ciclocròs
  -  Campió de Luxemburg sub-23 en ciclocròs
- 2006-2007
  -  Campió de Luxemburg sub-23 en ciclocròs
- 2007-2008
  -  Campió de Luxemburg en ciclocròs
- 2009-2010
  -  Campió de Luxemburg en ciclocròs
- 2010-2011
  -  Campió de Luxemburg en ciclocròs

## Palmarès en ruta
- 2010
  - Vencedor d'una etapa al Fletxa del sud
- 2015
  - 1r a la RideLondon Classic
- 2016
  - Vencedor d'una etapa a la Volta a Luxemburg
  - Vencedor d'una etapa a la Volta a Espanya
- 2017
  -  Campió de Luxemburg en contrarellotge
  - Vencedor d'una etapa a la Volta a Luxemburg
  - Vencedor d'una etapa al Tour de Valònia

### Resultats a la Volta a Espanya
- 2015. 118è de la classificació general
- 2016. 142è de la classificació general. Vencedor d'una etapa
- 2019. No surt (20a etapa)

### Resultats al Giro d'Itàlia
- 2018. 118è de la classificació general